# 66e cérémonie du Deutscher Filmpreis
La 66e cérémonie des Deutscher Filmpreis, organisée par la Deutsche Filmakademie, s'est déroulée le 27 mai 2016 au Palais am Funkturm à Berlin, et a récompensé les films sortis en 2015.

## Palmarès
- Meilleur film :
  -  Fritz Bauer, un héros allemand (Der Staat gegen Fritz Bauer) de Lars Kraume
  -  Herbert de Thomas Stuber
  -  4 Könige de Theresa von Eltz
  - Il est de retour (Er ist wieder da) de David Wnendt
  - Fukushima mon amour (Grüße aus Fukushima) de Doris Dörrie
  - Un hologramme pour le roi de Tom Tykwer